# Tuto Patiño
Tuto Patiño (Bucaramanga, 8 de mayo de 1983) es un actor y presentador de televisión colombiano, reconocido por su participación en las series El Capo, Señora Acero y La ley del corazón.

## Carrera
Patiño nació en la ciudad de Bucaramanga. Allí empezó a estudiar artes dramáticos, formándose más adelante en diferentes ciudades del mundo. Su presencia empezó a hacerse notoria en la televisión colombiana a finales de la década de 2000, especialmente por el papel de Elvis Narciso Romero en la telenovela Verano en Venecia (2009).
En la década de 2010 ha registrado apariciones en series de televisión como Yo no te pido la luna, Corazón valiente, El capo, La hipocondríaca, Polvo Carnavalero, Señora Acero y La ley del corazón. También ha figurado en producciones cinematográficas como El escritor de telenovelas, El último aliento, El paseo y Alma de héroe. En 2019 fue uno de los presentadores del programa de variedades Nexo en el canal deportivo ESPN.

## Filmografía

### Televisión
| Año       | Título                              | Personaje                          | Canal              |
| --------- | ----------------------------------- | ---------------------------------- | ------------------ |
| 2025      | La hija del mariachi                | Fernando Molina "El Milamores"     | Canal RCN          |
| 2023      | Tía Alison                          | James Linares                      | Canal RCN          |
| 2022      | Hasta que la plata nos separe       | Carlos Martínez 'Papeto'           | Telemundo          |
| 2022      | No fue mi culpa: Colombia           | Antonio                            | Star+              |
| 2021-2022 | La nieta elegida                    | Ignacio                            | Canal RCN          |
| 2021      | Enfermeras                          | Daniel Hurtado                     | Canal RCN          |
| 2020      | La venganza de Analía               |                                    | Caracol Televisión |
| 2019      | El general Naranjo                  | Carlos Pizarro                     | Fox Premium        |
| 2018-2019 | La ley del corazón                  | Pato                               | Canal RCN          |
| 2017      | Polvo carnavalero                   | Ricardo Forero                     | Caracol Televisión |
| 2014-2018 | Señora Acero                        | Jairo Pinilla 'Jota'               | Telemundo          |
| 2014      | Palabra de ladrón                   | Baltazar                           | MundoFox           |
| 2013      | La hipocondríaca                    | Dr. Ignacio                        | Caracol Televisión |
| 2012-2013 | El capo 2                           | Yupi                               | MundoFox           |
| 2012      | Corazón valiente                    | Cayetano Rodríguez 'Ringo'         | Telemundo          |
| 2011      | Amar y temer                        | Alejandro Sandoval 'El Periodista' | Caracol Televisión |
| 2010-2011 | Secretos de familia                 | Martín Londoño                     | Caracol Televisión |
| 2010      | Los caballeros las prefieren brutas | Jimi                               | Caracol Televisión |
| 2010      | Yo no te pido la luna               | Rodrigo Castillo                   | Caracol Televisión |
| 2009      | Verano en Venecia                   | Elvis Narciso Romero               | Canal RCN          |
| 2006      | Infieles anónimos                   | Felipe                             | Canal RCN          |

## Cine
| Año  | Título                     | Personaje         | Nota |
| ---- | -------------------------- | ----------------- | ---- |
| 2024 | Asalto al mayor            |                   |      |
| 2019 | Alma de héroe              | Subteniente Cohen |      |
| 2015 | El último aliento          | Wilson            |      |
| 2011 | El escritor de telenovelas | Leonardo          |      |
| 2010 | El paseo                   |                   |      |